# زمرة التناظر
في الجبر التجريدي، زمرة التناظر أو زمرة التماثل (بالإنجليزية: Symmetry group) لكائن ما (صورة أو إشارة وما إلى ذلك) هي زمرة جميع مساويات القياس اللائي يحافظن على الكائن المعين، مع كون العملية التي تعرف هاته الزمرة هي عملية تركيب الدوال.

A رباعي الأوجه يمكن أن يوضع في اثنتي عشر وضعية مختلفة بإخضاعه لعملية الدوران وحدها. رسمت هذه الوضعيات في المخطط أعلاه cycle graph format, along with the 180° edge (الأسهم الزرقاء) and 120° vertex (الأسهم الحمراء) دورانs that تبديل (رياضيات) رباعي الأوجه through the positions. الدورانات الاثنا عشر تكون زمرة الدوران (التماثل) لهذا الشكل.